# Жовтий будинок (ван Гог)
«Жовтий будинок» (нід. Het gele huis) — картина нідерландського художника Вінсента ван Гога, написана 1888 року в Арлі.

## Історія
Давньою мрією ван Гога було створити такий союз художників, де всі художники-однодумці могли б жити разом і вільно творити. З травня 1888 року ван Гог знімав чотири кімнати в правому крилі жовтого будинку на площі Ламартін в Арлі. Він навіть спеціально відремонтував всі кімнати. Вінсент писав про це так: «Хочу, щоб це був справжній будинок для художників, але щоб ніяких цінностей в ньому не було, абсолютно ніяких цінностей — навіть навпаки, але щоб все від стільця до картини мало б особливий характер». У своїй майстерні ван Гог пише картину «Жовтий будинок» («Вулиця») і описує її в листі до брата Тео:
| «У цьому така міць - жовті будинки, освітлені сонцем… Будинок ліворуч - рожевий із зеленими віконницями, що стоїть в тіні дерева, а там - ресторан, куди я щодня ходжу. Мій приятель - листоноша - живе в кінці вулиці, ліворуч, між двома залізничними мостами». |

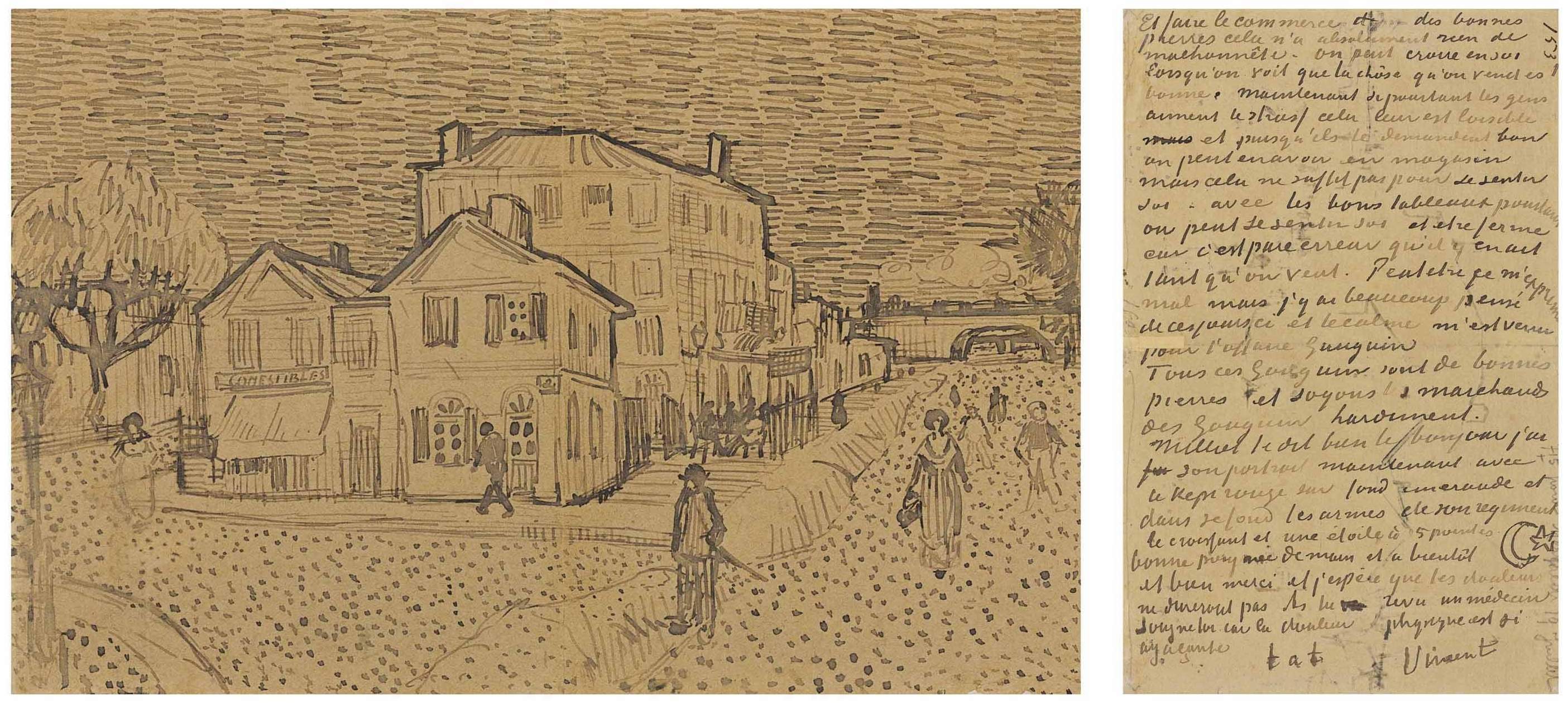
Начерк з листа до Тео, 1888
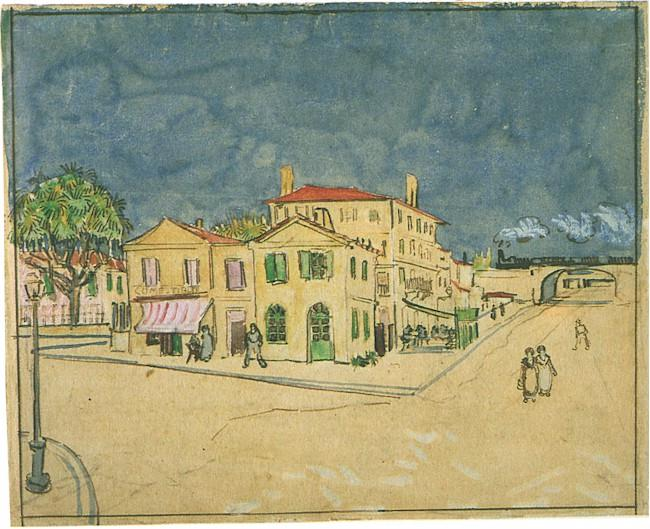
Акварель, 1888
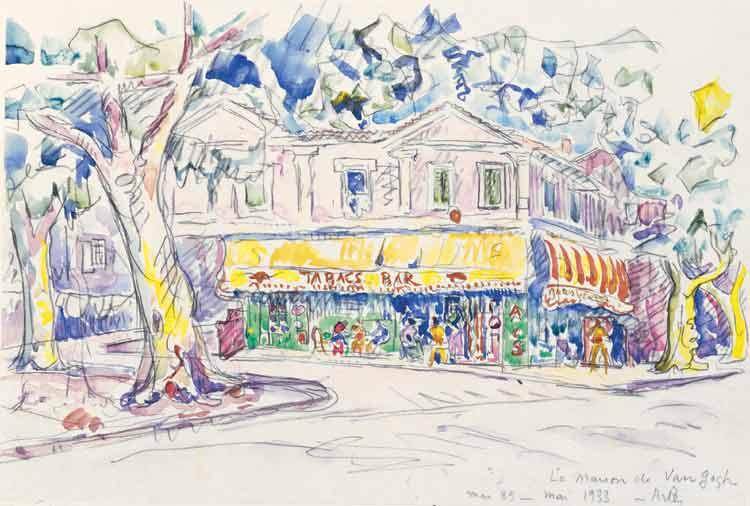
«Будинок ван Гога в Арлі», Поль Сіньяк, 1932